# Oändlig nåd mig Herren gav
Oändlig nåd mig Herren gav är en psalm vars originaltext skrevs av John Newton med den för många välbekanta titeln Amazing Grace. För den svenska texten från 1983 svarar Anders Frostenson.
Melodin Amerikansk och daterad till 1831 utan känt upphov.

## Publicerad som
- Nr 231 i Den svenska psalmboken 1986, Cecilia 1986, Psalmer och Sånger 1987, Segertoner 1988 och Frälsningsarméns sångbok 1990) under rubriken "Skuld - förlåtelse".
- Nr 103 i Sångboken 1998.
- Nr 905 i Sång i Guds värld Tillägg till Svensk psalmbok för den evangelisk-lutherska kyrkan i Finland 2015 med en översättning av Catharina Östman, 2014 med titelradern "Mitt liv - en nåd, en märklig nåd".